# Gouden Poort (kunst)

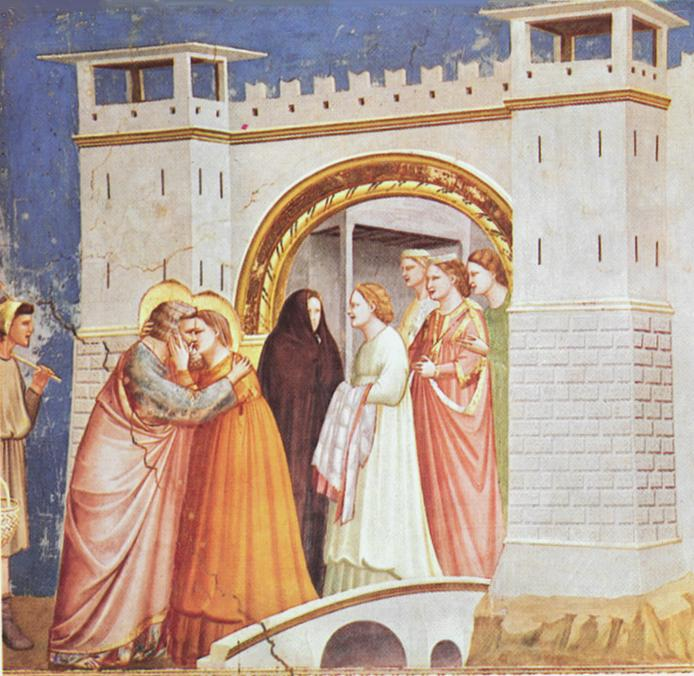
De ontmoeting aan de Gouden Poort van Giotto di Bondone

De Gouden Poort is in de religieuze kunst de uitbeelding van de ontmoeting van Joachim en Anna in Jeruzalem. Joachim is teruggekomen van zijn vlucht naar de bergen vanwege de schande van zijn kinderloosheid. Als hij van een engel hoort dat zijn vrouw in verwachting is, haast hij zich terug naar huis en omhelst zijn vrouw bij de poort. In die omhelzing wordt de wonderbaarlijke, onbevlekte ontvangenis van Maria weergegeven. Het is een geliefd thema bij schilders (als een van de eersten Giotto) en glazeniers.